# Vanilla Fudge
Vanilla Fudge är ett amerikanskt rockband bildat i Long Island, New York i New York.

## Historik
Vanilla Fudge bestod av organisten Mark Stein, trummisen Joey Brennan och basisten Tim Bogert. Vince Martell tillkom snart på gitarr. Brennan blev ersatt en tid efteråt av Carmine Appice, som sades ha större erfarenhet. Gruppens största hit blev en cover på The Supremes "You Keep Me Hangin' On" som de gjort en mycket psykedelisk tolkning av. Musikproducenten George Morton blev tagen av låten och lät dem släppa den som singelskiva. Det tog ett tag innan låten blev en hit, men sommaren 1968 hamnade den på topp-tio listorna i USA.
Gruppen upplöstes 1969 då medlemmarna ville satsa på andra saker. En anledning var att de var trötta på allt turnerande. Bogerts och Appices tankar var att bilda en trio med Jeff Beck på gitarr (som precis var på väg att avsluta the Jeff Beck Group). Bandet kom att heta Beck,Bogert & Appice.
Gruppen spelade in eget material på Renaissance, Near the Beginning, Rock & Roll, Mystery och Vanilla Fudge 2001/ The Return / Then And Now. Gruppen sägs ha haft inflytande på den kommande hårdrocken och heavy metal-musiken. Gruppen hette tidigare The Pigeons.
Under 2004 turnerade de tidigare medlemmarna Carmine Appice, Tim Bogert och Vince Martell i USA under namnet Vanilla Fudge.

## Medlemmar
Nuvarande medlemmar
- Mark Stein – sång, keyboard (1966–1970, 1982–1984, 1987–1988, 2005, 2006–)
- Vince Martell – gitarr, sång (1966–1970, 1982–1984 (gäst), 1999–2003, 2004–)
- Carmine Appice – trummor, sång (1966–1970, 1982–1984, 1987–1988, 1991, 1999–2008, 2009–)
- Pete Bremy – basgitarr, sång (2002, 2010–)

Tidigare medlemmar
- Ron Mancuso – gitarr (1982–1984)
- Paul Hanson – gitarr, sång (1987–1988)
- Lanny Cordola – gitarr, sång (1988)
- Derek St. Holmes – gitarr, sång (1991)
- Teddy Rondinelli – gitarr, sång (2003–2004)
- Martin Gerschwitz – keyboard (1991)
- Bill Pascali – sång, keyboard (1999–2005, 2005–2006)
- T.M. Stevens – basgitarr (2002)
- Mark Dolfen – trummor, sång (1967)
- Jimmyjack Tamburo – trummor, sång (2008–2009)
- Steve Argy – basgitarr, sång (2008–2009)
- Tim Bogert – basgitarr, sång (1966–1970, 1982–1984, 1987–1988, 1999–2002, 2003–2008, 2009–2010)

## Diskografi

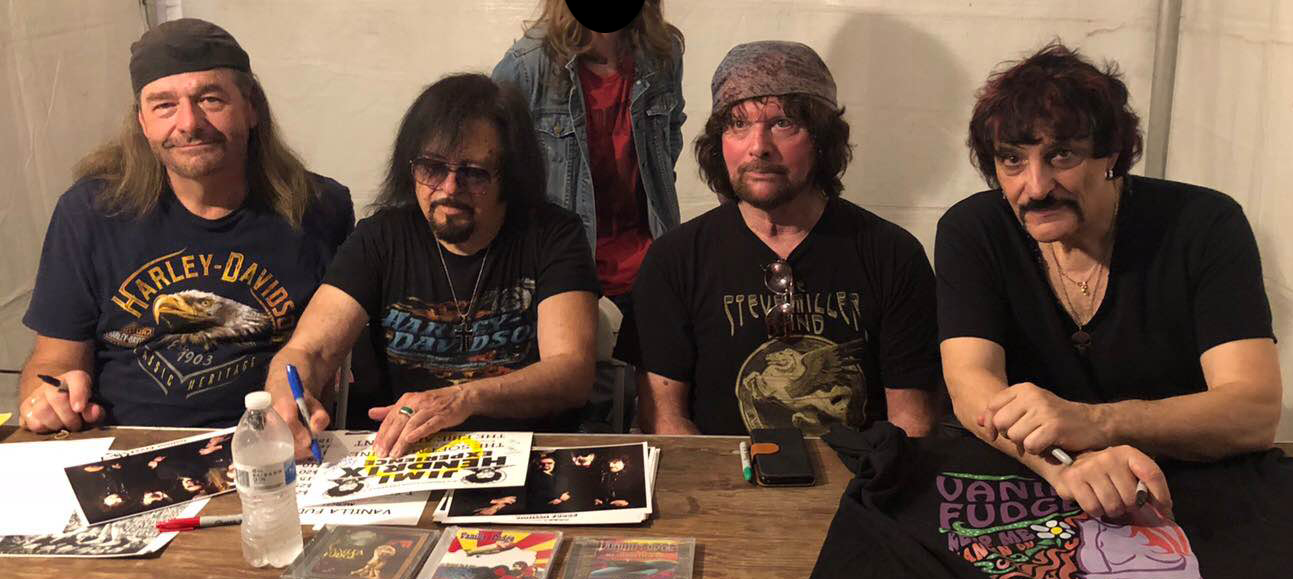
Vanilla Fudge. Från vänster: Pete Bremy, Vince Martell, Mark Stein, Carmine Appice

### Singlar
- «You Keep Me Hangin' On» / «Take Me For A Little While» (Atco 1967)
- «Where is My Mind» / «The Look of Love» (Atco 1968)
- «You Keep Me Hangin' On» / «Come By Day, Come By Night» (Atco 1968)
- «Take Me For A Little While» / «Thoughts» (Atco 1968)
- «Season of the Witch (Part 1)» / «Season of the Witch (Part 2)» (Atco 1968)
- «Shotgun» / «Good, Good Lovin'» (Atco 1969)
- «Some Velvet Morning» / «People» (Atco 1969)
- «Need Love» / «I Can't Make It Alone» (Atco 1969)
- «Windmills of Your Mind» / «Lord In The Country» (Atco 1970)
- «Mystery» / «The Stranger» (Atco 1984)

### Studioalbum
- Vanilla Fudge (Atco 1967)
- The Beat Goes On (Atco SD 1968)
- Renaissance (Atco 1968)
- Near the Beginning (Atco 1969)
- Rock & Roll (Atco 1969)
- Mystery (Atco 1984)
- Vanilla Fudge 2001/ The Return / Then And Now (2002)
- Out Through the in Door (2007)
- Spirit of '67 (2015)

### Samlings- och livealbum
- Best of Vanilla Fudge (1982)
- The Best Of Vanilla Fudge - Live (1991)
- Psychedelic Sundae - The Best of Vanilla Fudge (1993)
- The Return - Live In Germany Part 1 (2003)
- The Real Deal - Vanilla Fudge Live (2003)
- Rocks The Universe - Live In Germany Part 2 (2003)
- Good Good Rockin' - Live At Rockpalast (2007)
- Orchestral Fudge (Live) (2008)
- When Two Worlds Collide (Live) (2008)
- Box of Fudge - Rhino Handmade (2010)